# Overhusets Appeludvalg
Overhusets Appeludvalg (engelsk: Appellate Committee of the House of Lords eller Lords of Appeal in Ordinary, uofficielt: Law Lords) var den britiske højesteret fra 1876 til 2009.
Appeludvalget bestod af 12 dommere (Law Lords).

## Forgængere
Frem til 2009 var det formelt Overhuset, der var den højeste domstol, men fra 1876 var det Appeludvalget, der handlede på Overhusets vegne.
Oprindeligt kunne retssager appelleres både til Underhuset og til Overhuset, men fra 1399 var det kun Overhuset, der modtog appeller. 

## Efterfølger
I 2005 fik lordkansler Charles Falconer, baron Falconer af Thoroton fik vedtaget Constitutional Reform Act 2005. I denne lov blev det bestemt, at Overhusets Appeludvalg den 1. oktober 2009 skulle erstattes af Storbritanniens første egentlige højesteret.
De hidtidige Law Lords blev automatisk medlemmer af den nye højesteret.

## De oprindelige højesteretsdommere
I efteråret 2013 havde otte af de oprindelige 12 dommere forladt retten. De fleste var blevet pensionerede.
Efter anciennitet var højesterets første 12 dommere:
| Navn                                                        | Født               | Alma mater                                               | Tiltrædelsesdag | Påtvungen tilbagetrækkelsesdato | Tidligere stillinger |
| ----------------------------------------------------------- | ------------------ | -------------------------------------------------------- | --------------- | ------------------------------- | --- |
| Lord Phillips of Worth Matravers (Præsident - fratrådt)     | 21. januar 1938    | Kings College, Cambridge                                 | 1. oktober 2009 | 21. januar 2013                 | Senior Lord of Appeal in Ordinary (2008–2009) Lord Chief Justice (England og Wales) (2005–2008) Master of the Rolls (2000–2005) Lord of Appeal in Ordinary (1999–2000) |
| Lord Hope of Craighead (Vicepræsident - fratrådt)           | 27. juni 1938      | St John's College, Cambridge University of Edinburgh     | 1. oktober 2009 | 27. juni 2013                   | Lord of Appeal in Ordinary (1996–2009) Lord President of the Court of Session (1989–1996) Dean of the Faculty of Advocates (1986–1989)                                 |
| Lord Saville of Newdigate (fratrådt)                        | 20. marts 1936     | Brasenose College, Oxford                                | 1. oktober 2009 | 20. marts 2011                  | Lord of Appeal in Ordinary (1997–2009) Lord Justice of Appeal (1994–1997)                                                                                              |
| Lord Rodger of Earlsferry (død 26. juni 2011)               | 18. september 1944 | University of Glasgow New College, Oxford                | 1. oktober 2009 | 18. september 2019              | Lord of Appeal in Ordinary (2001–2009) Lord President of the Court of Session (1996–2001) Senator of the College of Justice (1995–1996)                                |
| Lord Walker of Gestingthorpe (fratrådt)                     | 17. marts 1938     | Trinity College, Cambridge                               | 1. oktober 2009 | 17. marts 2013                  | Lord of Appeal in Ordinary (2002–2009) Lord Justice of Appeal (1997–2002)                                                                                              |
| Baroness Hale of Richmond (Vicepræsident fra 28. juni 2013) | 31. marts 1947     | Girton College, Cambridge                                | 1. oktober 2009 | 31. januar 2022                 | Lord of Appeal in Ordinary (2004–2009) Lord Justice of Appeal (1999–2003)                                                                                              |
| Lord Brown of Eaton-under-Heywood (fratrådt)                | 9. april 1937      | Worcester College, Oxford                                | 1. oktober 2009 | 9. april 2012                   | Lord of Appeal in Ordinary (2004–2009) Lord Justice of Appeal (1992–2004)                                                                                              |
| Lord Mance                                                  | 6. juni 1943       | University College, Oxford                               | 1. oktober 2009 | 6. juni 2018                    | Lord of Appeal in Ordinary (2005–2009) Lord Justice of Appeal (1999–2005)                                                                                              |
| Lord Collins of Mapesbury (fratrådt)                        | 7. maj 1941        | Downing College, Cambridge Columbia Law School, New York | 1. oktober 2009 | 7. maj 2011                     | Lord of Appeal in Ordinary (2009) Lord Justice of Appeal (2007–2009) Partner at Herbert Smith (1971–2000)                                                              |
| Lord Kerr of Tonaghmore                                     | 22. februar 1948   | Queen's University Belfast                               | 1. oktober 2009 | 22. februar 2023                | Lord of Appeal in Ordinary (2009) Lord Chief Justice of Northern Ireland (2004–2009)                                                                                   |
| Lord Clarke of Stone-cum-Ebony                              | 13. maj 1943       | King's College, Cambridge                                | 1. oktober 2009 | 13. maj 2018                    | Master of the Rolls (2005–2009) Lord Justice of Appeal (1998–2005) |
| Sir John Dyson (fratrådt)                                   | 31. juli 1943      | Wadham College, Oxford                                   | 13. april 2010  | 31. juli 2018                   | Deputy Head of Civil Justice (2003–2006) Lord Justice of Appeal (2001–2010)                                                                                            |